# محمدعلی قراگزلو
محمدعلی قراگزلو سیاست‌مدار ایرانی بود، که در  دوره بیست و یکم   بعنوان نماینده قم در مجلس شورای ملی حضور داشت.